# На западу ништа ново (филм из 1930)
На западу ништа ново (енгл. All Quiet on the Western Front) је амерички епски антиратни филм из 1930. године, заснован на истоименом роману Ериха Марије Ремарка. Режију потписује Луис Милестон, а главне улоге тумаче Луис Волхајм, Лу Ерс, Џон Вреј, Арнолд Луси и Бен Александер. Први је филм заснован на неком роману који је освојио Оскара за најбољи филм.
Филм је био одлично прихваћен у Сједињеним Државама. Сматран је реалистичним и мучним приказом Првог светског рата, а 1997. године доспео је на листу 100 година... 100 филмова Америчког филмског института. Деценију касније, након што је иста организација анкетирала преко 1.501 радника у креативној заједници, филм је рангиран као седми најбољи амерички епски филм. Године 1991, Конгресна библиотека је одабрала овај филм за чување у Националном регистру филмова због свог „културног, историјског или естетског значаја”. Филм је био први који је освојио Оскара и за најбољи филм и за најбољег режисера.
Његов наставак, Повратак (1936), приказује припаднике 2. чете који се враћају кући након рата.

## Радња
Професор Канторек држи страствени говор о слави служења војске и „одбрани отаџбине”. На ивици пунолетства, дечаци из његовог разреда, предвођени Паулом Баумером, бивају подстакнути да се придруже војсци као нова 2. чета. Њихове романтичне заблуде се брзо разбијају током кратке, али ригорозне обуке под суровим капларом Химелстосом, који их искрено обавештава: „Ви ћете бити војници — и то је све”.
Нови војници стижу возом у зону борбе, где влада хаос, са војницима свуда, долазећим гранатама, коњским запрегама које јуре около и дуготрајним пљусковима. Један у групи је убијен пре него што регрути стигну на своје место, на узбуну једног од нових војника (Бен). Нови војници су распоређени у јединицу састављену од старијих војника, који нису баш сусретљиви.
Млади војници откривају да тренутно нема хране. Нису јели од јутра, а људи којима су се придружили нису јели два дана. Један од њих, „Кат” Качински, отишао је да пронађе нешто за јело, а враћа се са закланом свињом коју је украо из пољске кухиње. Млади војници вечеру „плаћају” сапунима и цигаретама.
Први одлазак регрута у ровове са ветеранима, да поново повежу бодљикаву жицу, је мучно искуство, посебно када је Бен заслепљен шрапнелима и хистерично налеће на ватру из митраљеза. Након што су провели неколико дана у бункеру под бомбардовањем, коначно крећу у ровове и успешно одбијају непријатељски напад; они онда покрећу контранапад и заузимају непријатељски ров са великим губицима, али морају да га напусте. Враћају се у пољску кухињу да добију своје оброке; сваки човек добија двоструку порцију, због великог броја погинулих.
Они чују да се сутрадан враћају на фронт и започињу полуозбиљну расправу о узроцима овог рата и ратова уопште. Спекулишу о томе да ли географски ентитети вређају једни друге и да ли те несугласице укључују и њих. Тјаден говори о својим сличностима са кајзером; Кат се шали да уместо рата, лидере Европе треба скинути до доњег веша и натерати их да се „боре палицама”.
Једног дана, каплар Химелстос стиже на фронт и одмах бива одбачен због своје лоше репутације. Приморан је да нападне са 2. четом и одмах бива убијен. У нападу на гробље, Паул убоде француског војника, али се нађе заробљен у рупи са умирућим човеком читаву ноћ. Он очајнички покушава да му помогне током целе ноћи, доносећи му воду, али не успева да га спречи да умре. Он горко плаче и моли његов леш да проговори како би му било опроштено. Касније се враћа у немачке редове и Кат га теши.
Враћајући се на линију фронта, Паул је тешко рањен и одведен у католичку болницу, заједно са својим добрим пријатељом Албертом Кропом. Кропова нога је ампутирана, али он то сазна тек након неког времена. Отприлике у то време, Паула одводе у одељење за превијање, из којег се, по својој репутацији, нико жив није вратио. Ипак, касније се тријумфално враћа у нормалне одаје, само да би затекао Кропа у депресији.
Паул добија одсуство и посећује своју породицу код куће. Шокиран је колико су сви неинформисани о стварној ситуацији у рату; сви су уверени да ће ускоро доћи до коначног „напада на Париз”. Када Паул посети школску учионицу у којој је првобитно био регрутован, затиче професора Канторека како прича исти говор са патриотским жаром одељењу још млађих ученика. Професор Канторек тражи од Паула да детаљно изнесе своје искуство, при чему овај открива да рат уопште није био онакав какав је он замишљао и помиње смрт својих пријатеља.
Ово откриће узнемирује професора, као и младе студенте који Паула одмах називају „кукавицом”. Разочаран и љут, Паул се враћа на фронт и наилази на нову 2. чету пуну младих регрута који су сада разочарани; затим га радосно дочекује Тјаден. Он одлази да пронађе Ката, и они разговарају о неспособности људи да схвате узалудност рата. Катова цеваница је сломљена када бомба бачена из авиона падне у близини, па га Паул носи назад у пољску болницу, где открива да је Ката убила друга експлозија. Схрван губитком свог ментора, Паул одлази.
У последњој сцени, Паул се враћа на прву линију фронта. Он види лептира изван свог рова. Осмехујући се, посеже за лептиром. Међутим, док је то радио, непријатељски снајпериста га је видео и упуцао. Последња секвенца приказује 2. чету која први пут стиже на фронт, бледећи до слике гробља.

## Улоге
| Глумац              | Улога               |
| ------------------- | ------------------- |
| Лу Ерс              | Паул Баумер         |
| Луис Волхајм        | Станислаус Качински |
| Џон Вреј            | Химелстос           |
| Арнолд Луси         | професор Канторек   |
| Бен Александер      | Франц Кемерих       |
| Скот Колк           | Лир                 |
| Овен Дејвис Млађи   | Петер               |
| Вилијам Бејквел     | Алберт Кроп         |
| Расел Глисон        | Милер               |
| Ричард Александер   | Вестус              |
| Харолд Гудвин       | Детеринг            |
| Слим Самервил       | Тјаден              |
| Волтер Браун Роџерс | Бен                 |